# BH Airlines
BH Airlines (B&H Airlines) — колишній національний авіаперевізник Боснії і Герцеговини. Основою авіакомпанії був аеропорт Сараєво.

## Історія

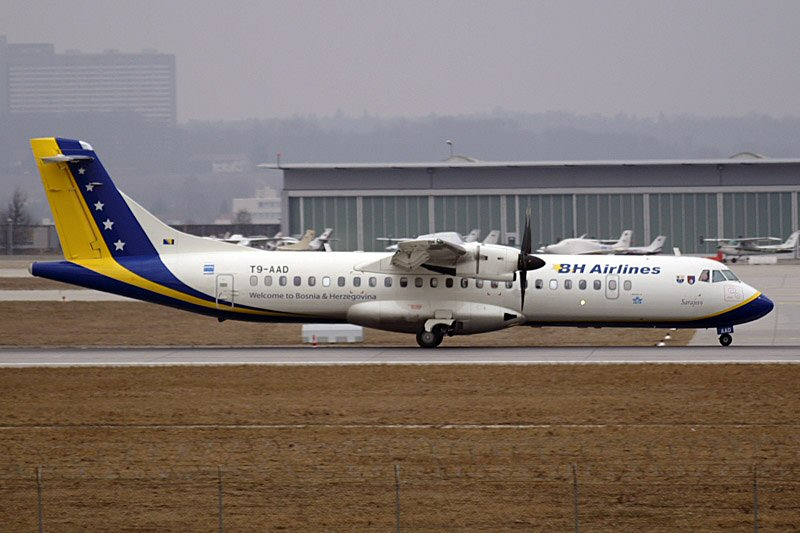
Логотип «Ер Босна»

Компанія була заснована в 1994 році як «Ер Босна» (Air Bosna). Вона обслуговувала рейси в європейські пункти призначення літаками McDonnell Douglas MD-80 (T9-AAC  і Яковлєв-42Д (T9-ABD ). Восени 2003 року Ер Босна збанкрутувала. У 2004 році Рада міністрів Боснії та Герцеговини вирішила створити функціональну авіаційну асоціацію Боснії та Герцеговини. У 2005 році компанія знову розпочала польоти, на цей раз під назвою B&H Airlines, з двома купленими літаками, АТР 72-212..
Останній комерційний політ авіакомпанія здійснила 11 червня 2015 року. 2 липня 2015 року сертифікат експлуатанта компанії було анульовано.

## Регулярні рейси
Станом на березень 2015 року компанія мала регулярні рейси за наступними напрямками:
- Боснія і Герцеговина
  - Баня Лука (Аеропорт Баня-Лука)
  - Сараєво (Аеропорт Сараєво)
- Швейцарія
  - Цюрих (Аеропорт Цюрих)

## Кількість літаків
На момент закриття флот B&H Airlines складався з одного ATR 72–212 місткістю 66 пасажирів.
Раніше B&H Airlines експлуатувала наступні літаки:
- Airbus A319-100
- ATR 42
- Boeing 737—200
- Boeing 737—400
- CASA C-212 Aviocar
- Fokker 50
- McDonnell Douglas MD-80
- Як-42